# Drôle d'histoire (film)
Pour plus de détails, voir Fiche technique et Distribution.
Drôle d'histoire (Where Do We Go from Here?) est un film américain en Technicolor réalisé par Gregory Ratoff, sorti en 1945.

## Synopsis
Durant la Seconde Guerre mondiale, Bill Morgan est recalé à l'examen de recrutement de l'armée, à son grand regret. Il trouve une ancienne lampe en laiton et, après l'avoir frottée, apparaît un génie du nom d'Ali. Bill lui demande trois vœux. Le premier est de faire partie de l'armée américaine. Mais le génie, peu doué, l'envoie dans le passé : d'abord pendant la Guerre d'indépendance, puis sur le bateau de Christophe Colomb en route vers le nouveau monde, et ensuite dans la La Nouvelle-Amsterdam du XVIIIe siècle, ce qui vaudra au pauvre Bill moult mésaventures. Le génie réussit finalement à ramener Bill dans son époque et dans l'armée américaine, conformément à son souhait initial.

## Fiche technique
- Titre français : Drôle d'histoire
- Titre original : Where Do We Go from Here?
- Réalisation : Gregory Ratoff
- Production : William Perlberg
- Société de production : Twentieth Century-Fox
- Scénario : Morrie Ryskind, Sig Herzig
- Musique : Kurt Weill, Ira Gershwin
- Photographie : Leon Shamroy
- Chorégraphie : Fanchon
- Montage : J. Watson Webb Jr.
- Pays de production : États-Unis
- Format : couleur (Technicolor) - 35 mm - 1,37:1 - Son : Mono (Western Electric Recording)
- Genre : comédie romantique, film musical, fantastique
- Durée : 78 minutes
- Dates de sortie : 
  - États-Unis : 23 mai 1945
  - France : 27 octobre 1948

## Distribution
- Fred MacMurray : Bill Morgan
- Joan Leslie : Sally Smith / Prudence / Katrina
- June Haver : Lucilla Powell / Gretchen / Indian
- Gene Sheldon : Ali le génie de la lampe
- Anthony Quinn : le chef indien Badger
- Carlos Ramírez : Benito
- Alan Mowbray : General George Washington
- Fortunio Bonanova : Christopher Columbus
- Herman Bing : Hessian Col. / Von Heisel
- Howard Freeman : Kreiger

## Autour du film
June Haver, avec qui Fred MacMurray joue ici pour la première et dernière fois, deviendra sa femme huit ans plus tard, en 1953.

## Sources
- (en) Cet article est partiellement ou en totalité issu de l’article de Wikipédia en anglais intitulé « Something for the Boys » (voir la liste des auteurs).